# Scott Bradley
Scott Bradley (Russellville, 26 november 1891 - Chatsworth, 27 april 1977) was een Amerikaans componist, pianist en dirigent die de muziek schreef voor tekenfilms uit de MGM-studio's, zoals Tom en Jerry en Droopy.

## Biografie
Bradley studeerde aan het conservatorium. Naast piano speelde hij Engelse hoorn. In de jaren dertig studeerde hij onder Arnold Schönberg. In de filmindustrie was hij actief vanaf het eind van de jaren twintig. In 1928 synchroniseerde hij talkies (de vroege geluidsfilms) in de studio's van Fox. Hij werkte daarna kort bij Disney, waar hij Carl Stalling ontmoette en samenwerkte met Hugh Harman en Ub Iwerks. Bradley schreef zijn eerste muziek voor cartoons ('Flip the Frog') in de animatiestudio van Iwerks, die begin jaren dertig een eigen animatiestudio was begonnen. Deze tekenfilms werden gedistribueerd door MGM. MGM besloot vanaf 1938 zelf tekenfilms te maken en huurde Bradley in als componist, een baan die hij tot zijn pensioen zou uitoefenen. Bradley schreef muziek voor meer dan 250 cartoons: Tom & Jerry, maar ook Barney Bear en de tekenfilms van Tex Avery (Droopy, Screwy Squirrel, George & Junior...). Bradley kreeg veel vrijheid van producer Fred Quimby en schreef vaak jazzy muziek die luid, snel en wild was en de actie nagenoeg perfect begeleidde. In het begin gebruikte Bradley fragmenten van populaire en traditionele songs, maar gaandeweg, in de jaren veertig, werden zijn composities en arrangementen steeds origineler en complexer. Hij gebruikte vaak de twaalftoontechniek, die hij geleerd had van Schönberg.
Bradley ging in 1957 met pensioen, toen MGM de tekenfilmafdeling sloot.

## Discografie
- Tex Avery Cartoons, Milan, 1993
- Music from the Tex Avery Orginal Soundtracks, Milan, 2008

- Biblioteca Nacional de España: XX1393853
- Bibliothèque nationale de France: cb13891795h (data)
- Gemeinsame Normdatei: 134805917
- International Standard Name Identifier: 0000 0000 6301 200X
- Library of Congress Control Number: n95028624
- MusicBrainz: ca7ac964-08a1-4c74-99b3-ed434282cc7e
- Nationale bibliotheek van Australië: 35227402
- Nationale Bibliotheek van Israël: 987007330722805171
- Istituto Centrale per il Catalogo Unico: UBOV026994
- Système universitaire de documentation: 157810976
- Trove: 488423
- Virtual International Authority File: 195424
- WorldCat: E39PCjKM7mvWhGwwGRdrHthtmm